# Woolsthorpe-by-Colsterworth
Woolsthorpe-by-Colsterworth è un piccolo villaggio disabitato nella parrocchia civile di Colsterworth, nella Contea del Lincolnshire, meglio conosciuto come il luogo di nascita di Sir Isaac Newton. 
Woolsthorpe-by-Colsterworth è a circa 170 chilometri da Londra, e un chilometro a ovest della A1, una delle principali strade del nordovest della Gran Bretagna.
Il luogo non deve essere confuso con il villaggio di Woolsthorpe-by-Belvoir, conosciuto genericamente come Woolsthorpe, che è sempre nel Lincolnshire ma situato a una distanza di circa 13 chilometri a nordovest.